# 匡咸
匡咸（？—？），字子期，西汉东海郡承县（治今山东省兰陵县）人，匡衡之子。

## 生平
匡咸的兄弟匡昌为越骑校尉，因酒醉杀人而入狱。但是皇帝未对匡衡追究事责。汉成帝建始四年（前29年），匡衡被贬为庶人回乡。所以匡咸没有袭封父爵。匡咸继承其父匡衡儒学，举明经、位历九卿。汉平帝元始三年（3年），匡咸继承张嘉担任左馮翊，元始四年（4年），孫信继任匡咸担任左馮翊。以后匡家世代多以通儒经为博士。

## 家庭
- 父亲：匡衡
- 母亲：□氏
- 妻子：□氏
- 长子：匡□，儿媳：□氏